# Bombardement de Marseille (1940)
Pour les articles homonymes, voir Bombardements de Marseille.
Seconde Guerre mondiale,
 Bataille de France
Batailles
- Drôle de guerre
- Évacuation des civils de la ligne Maginot
- Mobilisation
- Offensive de la Sarre
- Baie de Heligoland
- Incident de Mechelen
- Plan Jaune
- Plan Dyle
- Luxembourg
- Ében-Émael
- Hannut

- Sedan
- Dinant
- Monthermé
- Givet
- La Horgne
- Gembloux
- Flavion
- Louvain
- Charleroi

- Stonne
- Montcornet
- La Sambre
- Arras

- L'Escaut
- Amiens
- La Lys
- Massacre de Vinkt
- Boulogne-sur-Mer
- Calais
- Poche de Lille
- Massacre du Paradis
- Abbeville
- Dunkerque
- Capitulation belge

- L'Aisne
- L'Ailette
- Opération Paula
- l’Exode
- Pont-de-l'Arche
- Opération Cycle
- Opération Ariel

- Les Alpes
- Vallon du Seuil
- Bombardement de Toulon
- Opération Vado
- La Loire
- Saumur
- La vallée du Rhône
- Bombardements de Marseille
- Menton (Pont-Saint-Louis)
- Combats aériens en Suisse
- Armistice du 22 juin

Les bombardements de Marseille sont des attaques aériennes menées par la Luftwaffe puis par la Regia Aeronautica en juin 1940 contre les infrastructures et le port de Marseille pendant la bataille de France.
Les bombes larguées par les avions ennemis touchèrent notamment le vieux-port et ses alentours, faisant de nombreuses victimes civiles.

## Déroulement des raids aériens
Le 1er juin 1940, des formations de Heinkel 111 allemands bombardent la ville, causant la mort de 32 civils et en blessant une soixantaine d'autres. Le port est notamment touché. Les villes de Chasse-sur-Rhône, Lyon et de Grenoble sont également attaquées par les avions allemands.
Dans la nuit du 21 au 22 juin, alors que l'Italie a déclaré la guerre à la France onze jours plus tôt, 6 à 10 bombardiers Savoia-Marchetti SM.79 du 104e Gruppo (46e Stormo) attaquent Marseille en deux vagues successives. La DCA française réagit sans succès et les chasseurs Dewoitine D.520 de l'Armée de l'air ne peuvent les rattraper.
Cette nuit-là, 4 200 kg de bombes sont larguées sur la ville, faisant de 122 à 144 victimes civiles.